# Colletieae
Colletieae es una tribu de arbustos de la familia Rhamnaceae.

## Géneros
Según NCBI
- Adolphia - Colletia - Discaria - Kentrothamnus - Ochetophila - Retanilla - Trevoa[1]